# Kalita
Kalita är en ort i Estland. Den ligger i Saarde kommun och landskapet Pärnumaa, i den sydvästra delen av landet, 150 km söder om huvudstaden Tallinn. Kalita ligger 61 meter över havet och antalet invånare är 119.
Terrängen runt Kalita är platt, och sluttar västerut. Runt Kalita är det mycket glesbefolkat, med 4 invånare per kvadratkilometer. Närmaste större samhälle är Kilingi-Nõmme, 6,4 km norr om Kalita. I omgivningarna runt Kalita växer i huvudsak blandskog.